# Loving Vincent
Loving Vincent (lett. "Con affetto, Vincent") è un film d'animazione britannico-polacco del 2017, diretto da Dorota Kobiela e Hugh Welchman.

## Trama
Francia, estate 1891. Un anno dopo la morte di Vincent van Gogh, il postino Joseph Roulin affida al figlio Armand l'incarico di recapitare una lettera al fratello del pittore, Theo, dopo un tentativo fallito di contattarlo. Nonostante non abbia una buona opinione su van Gogh, Armand accetta l'incarico per via dell'ammirazione che suo padre, a conoscenza dei disturbi mentali sofferti dal defunto pittore e arrabbiato con gli altri cittadini per averlo ostracizzato e allontanato, nutre nei suoi confronti. Inoltre Joseph esprime dei dubbi riguardo alla causa della morte di van Gogh, dato che aveva ricevuto una lettera da lui sei settimane prima del suo presunto suicidio, che gli fece supporre uno stato d'animo tranquillo.
Armand incontra il commerciante di colori Père Tanguy, il quale lo informa che Theo, depresso e malato di sifilide, peggiorò e morì poco dopo suo fratello. Tanguy ricorda il tempo che trascorse a Parigi insieme a van Gogh, così come la tesa vita familiare di quest'ultimo e la scelta finale di diventare pittore dopo aver tentato invano di intraprendere altri mestieri. Mentre descrive il funerale di van Gogh, egli menziona che il dottor Paul Gachet, il quale ospitò van Gogh dopo la sua uscita da un manicomio e che condivise con lui l'amore per l'arte, trattava van Gogh come uno di famiglia e che era visibilmente turbato al funerale; Tanguy raccomanda ad Armand di ottenere dal dottor Gachet l'indirizzo della famiglia di Theo.
Giunto ad Auvers-sur-Oise, Armand apprende dalla governante Louise Chevalier che il dottor Gachet è al lavoro. Mentre aspetta il ritorno del dottore, Armand si reca nella stessa stanza della locanda nella quale van Gogh aveva soggiornato nel tempo trascorso in quel luogo. Là incontra la figlia dei proprietari Adeline Ravoux, che amava van Gogh e che era presente il giorno del suo apparente tentativo di suicidio e della sua conseguente morte. Lei lo descrive come un uomo tranquillo ed eccentrico e, come il padre di Armand, ammette di essere sorpresa dal suo suicidio, dato che lo vedeva di buon umore e aveva ordinato più vernice per continuare a dipingere. Su suggerimento di Adeline, Armand incontra il barcaiolo locale, che lo informa che van Gogh era in stretti rapporti con la figlia del dottor Gachet, Marguerite. Armand incontra Marguerite, la quale afferma di non aver avuto una stretta relazione con van Gogh, e lo allontana dopo che lui suggerisce che l'istinto suicida di van Gogh si è verificato dopo che suo padre ha litigato con il pittore vietandogli di vederla.
Armand continua a indagare sulla morte di van Gogh, chiedendosi perché ha scelto di rincasare dopo essersi sparato allo stomaco, piuttosto che alla testa. Più tardi, Armand scopre che il colpo che ha ferito mortalmente van Gogh si è verificato in una posizione diversa da quella riportata, e che era stato in compagnia di ragazzi del luogo, uno dei quali, René Secretan, spesso ubriaco, era in possesso di una pistola. Armand incontra nuovamente il barcaiolo, che lo informa che René godeva nel tormentare ed umiliare van Gogh. Dopo una visita dal dottor Mazery, che ha esaminato il corpo di van Gogh, Armand capisce che il colpo che ha ucciso il pittore è partito da una distanza e da un'angolazione che rendono impossibile indicarlo come un suicidio.
Armand incontra nuovamente Marguerite, che ammette di essere stata vicina a van Gogh, ma non romanticamente, e che la discussione che è avvenuta tra lui e suo padre non la riguardava. Armand teorizza a Marguerite che un ubriaco René abbia accidentalmente sparato a van Gogh, il quale si rifiutò di rivelare la verità per proteggere il ragazzo. Marguerite gli dice che non importa cosa sia successo, van Gogh era ormai morto e la sua vita era più importante delle circostanze della sua morte.
Il dottor Gachet finalmente ritorna e promette di consegnare la lettera di Armand alla vedova di Theo. Il medico rifiuta la teoria di Armand, dicendogli che gli stati d'animo depressivi possono variare in maniera improvvisa e che sei settimane sarebbero state sufficienti per passare dalla calma all'istinto suicida. Gachet, pieno di sensi di colpa, ammette che aveva invidiato il talento e l'impegno di van Gogh per l'arte, e che la discussione con il pittore avvenne dopo che van Gogh aveva accusato Gachet di essere troppo codardo per seguire la sua passione. Gachet, arrabbiato, accusò van Gogh di essere la causa della cattiva salute di suo fratello Theo, proveniente dal fardello finanziario innescato dal dover curare i disturbi mentali del fratello e dalla sua mancanza di profitto nell'ambiente artistico. Gachet crede quindi queste parole abbiano indotto van Gogh a suicidarsi per liberare Theo da quest'onere.
Armand torna a casa, e poco dopo il postino Roulin riceve parole dalla vedova di Theo, ringraziando Armand per aver restituito la lettera - firmata "Il tuo amato Vincent". I crediti rivelano che Armand intraprese una carriera permanente nell'esercito; Adeline sposò un affittacamere locale; Marguerite rimase nubile e visse nella casa di suo padre conservando i dipinti di van Gogh per oltre quarant'anni; René Secretan ammise in punto di morte di aver tormentato van Gogh, ma sostenendo che quest'ultimo rubò la sua pistola per suicidarsi. Una carta dei titoli fa notare che van Gogh dipinse oltre 800 dipinti in soli otto anni, solo uno dei quali è stato venduto al pubblico, anche se sarebbe stato nominato dagli storici dell'arte come padre della pittura moderna.

## Produzione
Si tratta del primo film interamente dipinto su tela, rielaborando oltre mille dipinti per un totale di 66 960 fotogrammi realizzati da 125 artisti provenienti da varie parti del mondo. Alcuni quadri sono stati riadattati modificandone il rapporto, aggiungendo parti, scambiando il giorno con la notte, il tempo meteorologico e le stagioni. La tecnica rotoscope è stata utilizzata per la maggior parte del film, girando 60 minuti di materiale di riferimento in 12 giorni, usando attori veri.
Il budget del film è stato di 5500000 $, finanziato in parte con una campagna su Kickstarter.

## Distribuzione
È stato distribuito nei cinema italiani per tre giorni, dal 16 al 18 ottobre 2017, con una replica il 20 novembre.

## Riconoscimenti
- 2018 - Premio Oscar
  - Candidatura al miglior film d'animazione
- 2018 - Golden Globe
  - Candidatura al miglior film d'animazione
- 2018 - David di Donatello[6]
  - Candidatura al miglior film dell'Unione europea

- 2018 - Critics' Choice Awards
  - Candidatura al miglior film d'animazione
- 2018 - Annie Awards
  - Candidatura al miglior film d'animazione indipendente
- 2018 - BAFTA
  - Candidatura al miglior film d'animazione
- 2017 - Shangai International Film Festival
  - Miglior film d'animazione

- 2017 - European Film Awards
  - Miglior film d'animazione
- 2017 - Festival d'Annecy[1][2][7]
  - Premio del Pubblico
- 2017 - National Board of Review Awards[8]
  - Migliori dieci film indipendenti